# Lyropteryx lyra
Lyropteryx lyra is een vlindersoort uit de familie van de prachtvlinders (Riodinidae), onderfamilie Riodininae.
Lyropteryx lyra werd in 1859 beschreven door Saunders.